# 카타르시스
카타르시스 또는 순화는 심리적으로 정화 작용으로서 마음속에 억압된 감정의 응어리를 언어나 행동을 통하여 외부에 표현함으로써 정신적, 정서적으로 안정을 되찾는 일을 가리킨다. 심리학적으로는 심리 요법으로도 이용한다.

## 정화작용
카타르시스(그리스어: katharsis)는 그리스어로 정화를 의미하며, 마음속에 쌓여 있던 불안, 우울 긴장, 등의 응어리진 감정이 풀리고 마음이 정화되는 것을 말한다.
한편 이러한 정화작용을 비극에서 등장인물의 비극적인 상황이나 비참함을 보고 마음에 있던 응어리나 슬픔이 해소되는 것을 말하기도 한다.
많은 사람들이 카타르시스를 쾌감과 관련하여 생각해볼 수 있는데, 엄밀히 따지면 카타르시스는 비극에서 비참한 모습이 해소된 이후에만 사용 가능하기 때문에 카타르시스로 이를 표현하기에는 적당하지 않을 수 있다.

## 카타르시스 이론
아리스토텔레스가 만든 용어로 알려져있다. 그는 디오니소스 제전에서 비극을 관람할 때의 체험을 카타르시스의 주된 내용으로 삼았다. 이러한 디오니소스적 체험의 본질은 인간을 한계까지 몰고 감으로써 오히려 그로부터 벗어나 환희에 이르게 된다는 점을 관찰했는데, 비극적이고 부정적인 체험 속에서 인간은 자신의 한계와 무력함을 느끼게 되지만 바로 그 순간에 오히려 인간은 이성의 구속으로부터 벗어나 보다 자유로운 초월을 체험하게 된다. 그럼으로써 인간의 영혼은 한 차원 더 고양된다고 보았다.
프리드리히 니체의 경우, 비극에서 체험되는 숭고와 카타르시스를 아폴론적으로 순화된 디오니소스라고 규정했다. 그에 의하면, 디오니소스적인 것은 아폴론적 이성에 의해 억눌려진 충동을 가리킨다. 이는 억누르면 억눌려질수록 더욱 강한 폭발력을 지니게 되는데, 비극의 감상은 이러한 위험성에 대한 하나의 처방인 셈이다. 따라서, 니체에게 비극은 극장이라는 아폴론적 형식을 통해 디오니소스적 폭발력이 뇌관을 제거함으로써 이를 안전한 곳으로 전환시킴을 의미했다